# Ivan Conti
Ivan Miguel Conti Maranhão (Rio de Janeiro, 16 de agosto de 1946 - 17 de abril de 2023), mais conhecido como "Mamão", foi um baterista e compositor brasileiro.
Ganhou destaque ao participar de diversas gravações de artistas da MPB e por fazer parte, juntamente com José Roberto Bertrami e Alex Malheiros, do trio instrumental Azymuth.

## Carreira
Nasceu no Estácio, berço do samba da cidade do Rio de Janeiro. O músico integrou como violonista um trio de Bossa Nova chamado "Os Dissonantes", antes de fazer parte do conjunto de rock The Youngsters, ainda na década de 1960, e de ganhar projeção na década seguinte como baterista do trio Azymuth.
Com a banda obteve moderado sucesso no Brasil, até se mudarem para os Estados Unidos, onde iniciaram uma carreira internacional longa, eclética e de grande sucesso durante os anos 80. Após problemas no início da década seguinte, voltaram à boa forma a partir da segunda metade dos anos 90, impulsionados pelo impulso do Acid Jazz e um renovado interesse pelo seu trabalho, assinando um contrato com a gravadora inglesa Far Out Recordings.
Suas músicas são majoritariamente instrumentais, variando do samba ao funk, numa espécie de jazz fusion, constituindo-se num estilo chamado pelos integrantes de "samba doido". Seus principais sucessos no Brasil são "Linha do Horizonte", "Melô da Cuíca" e "Voo sobre o Horizonte", além do grande sucesso internacional "Jazz Carnival".
Mamão também gravou com Roberto Carlos, Jorge Ben, Paulinho da Viola, Vinicius de Moraes, Chico Buarque, Gal Costa, Maria Bethânia, Raul Seixas e outros.
Em 2012, com a morte do tecladista Bertrami, após um breve hiato, o grupo decidiu continuar a carreira, a principio convidando Fernando Moraes para assumir os teclados para um tour na Europa, este substituído por Kiko Continentino, quando retornaram ao Brasil.
Depois de 21 anos sem gravar, em 2018 lançou seu quarto álbum solo, Poison fruit, pelo selo Far Out Recordings. Em 2021 lançou o EP "Ivan Conti Mamão encontra Síntese & Brandão".

## Morte
Em 17 de abril de 2023, o instrumentista morreu em sua cidade natal, com o anúncio feito no dia seguinte, em sua conta do Instagram.

## Discografia

### Solo
- The human factor (1984)
- Pulsar (1997)
- Poison fruit (2018)